# Boca (cranc)
La boca (Uca tangeri) és una espècie de crustaci decàpode de la família Ocypodidae. És comestible, per bé que només es mengen les grans pinces dels mascles.

## Característiques
Té un cos quadrangular granulós. Fa uns 3 cm de llarg. Com tots els del seu gènere els mascles tenen les pinces (quelípodes) desiguals.

## Història natural
Viu en zones de maresma en costes i litorals. Excava túnels en el fang en les zones entre marees amb vegetació de salicòrnia i Spartina maritima.

## Distribució
La seva distribució és al Mediterrani i l'Atlàntic fins a Angola. És emblemàtic de la badia de Cadis.